# 国家会议中心 (中国大陆)
国家会议中心（英語：China National Convention Center），位于北京市朝阳区天辰东路7号。

## 简介

### 一期
国家会议中心位于鸟巢和水立方之北，是一座八层楼、近400米的长形建筑。西侧配套建设有北辰洲际酒店和国家会议中心大酒店。
国家会议中心2008年4月建成后于当月18日至20日承办了2008年世界击剑锦标赛。2008年北京奥运会期间，国家会议中心及配套建筑被用作击剑馆、国际广播中心。国际广播中心建筑面积14万平方米，是奥运会历史上最大的国际广播中心，来自全世界16000名广播记者都在此工作。主新闻中心（MPC）是文字记者和摄影记者进驻的工作区，共有1000多个记者工作席位及硬件配套设施。国家会议中心作为击剑及现代五项的击剑与射击部份的比赛场馆，并用于硬地滚球与轮椅击剑赛事之用。

2008年北京奥运会期间的国家会议中心
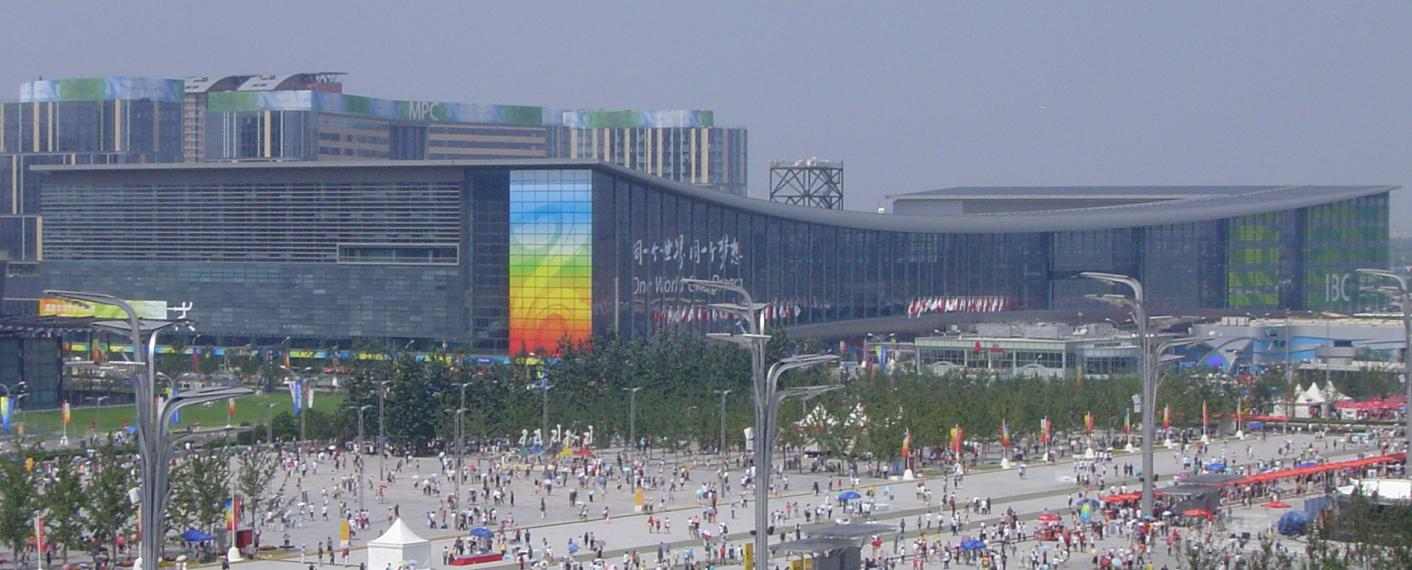
场馆俯瞰
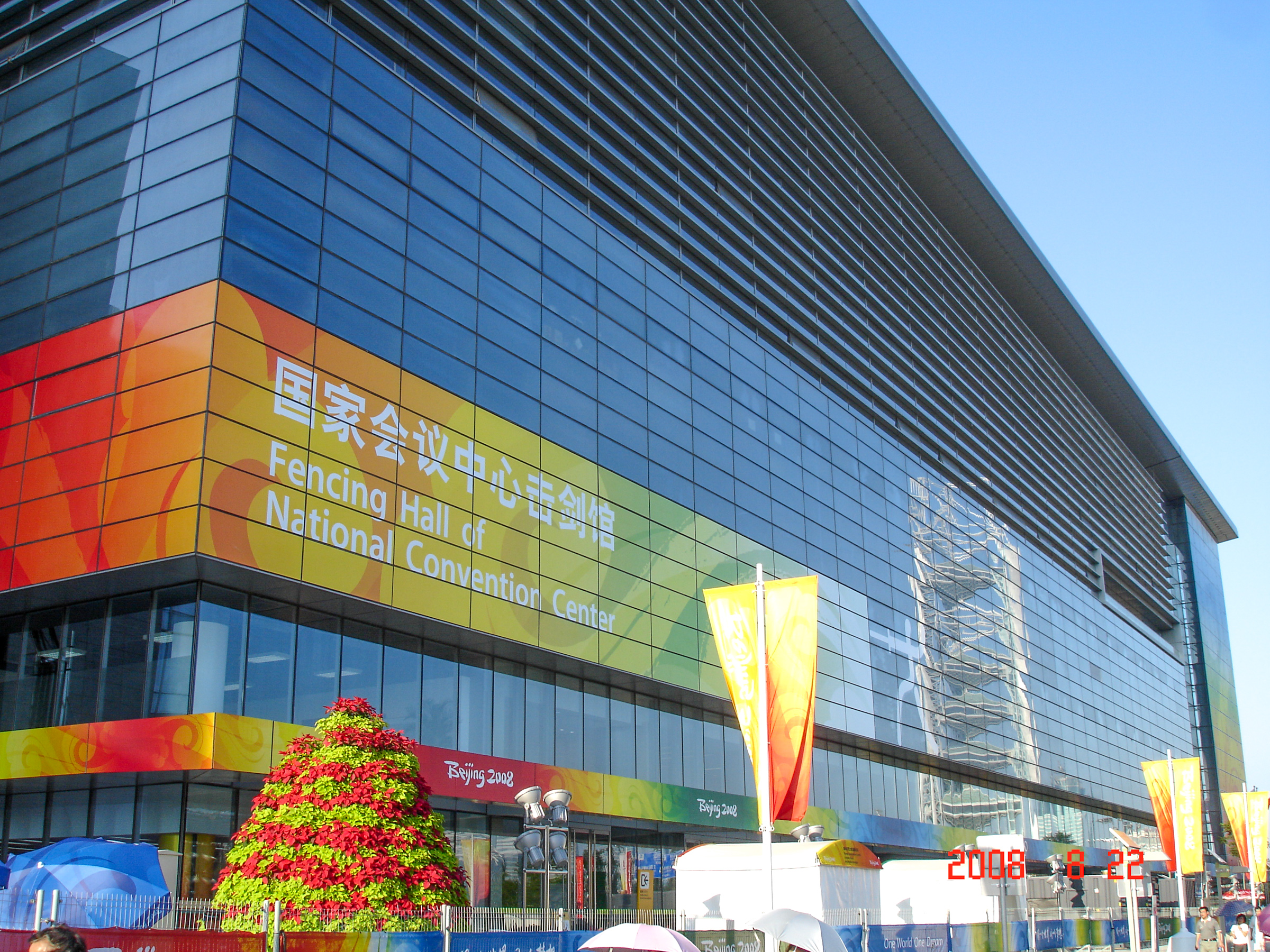
击剑馆区域
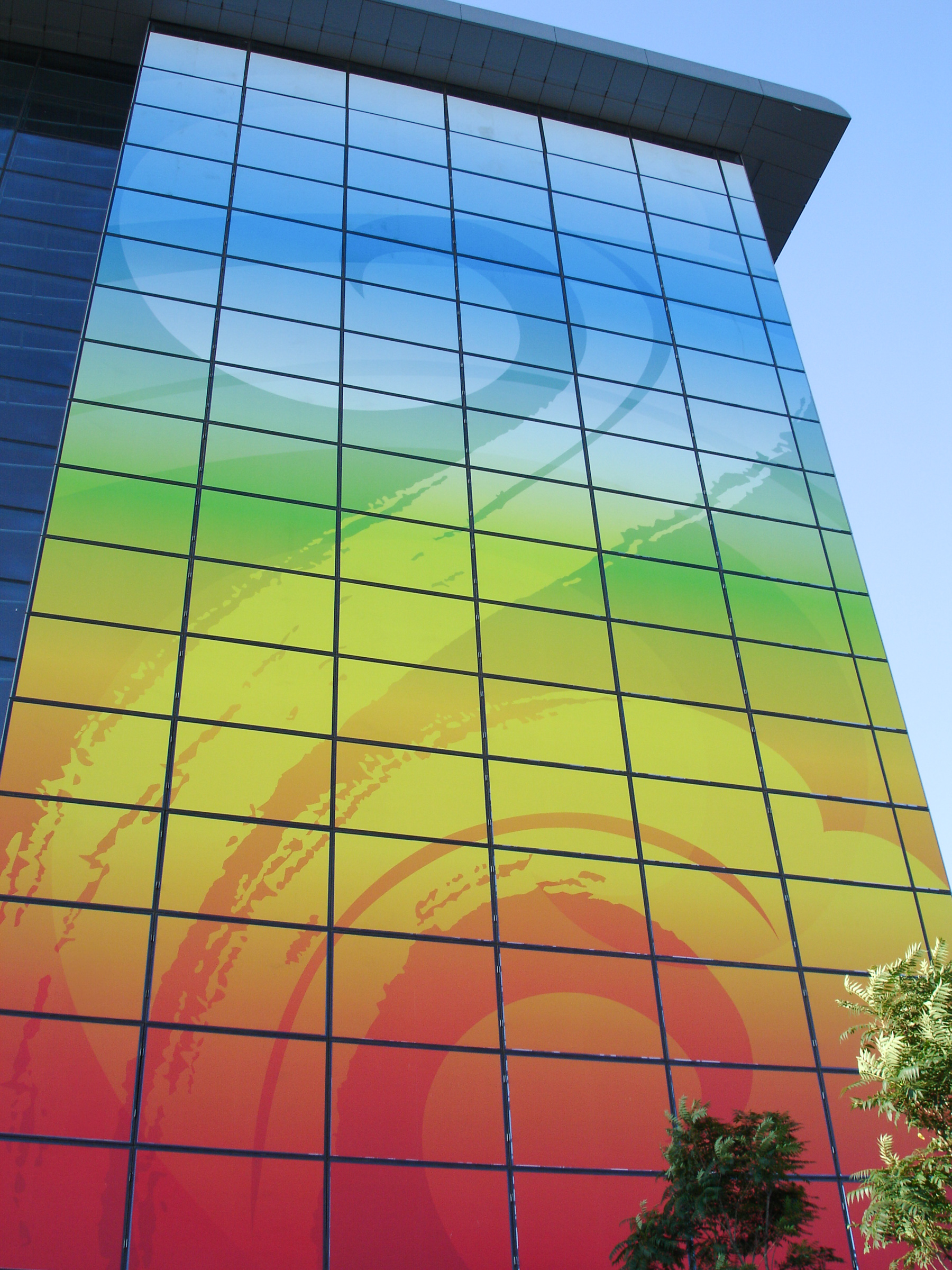
击剑馆区域
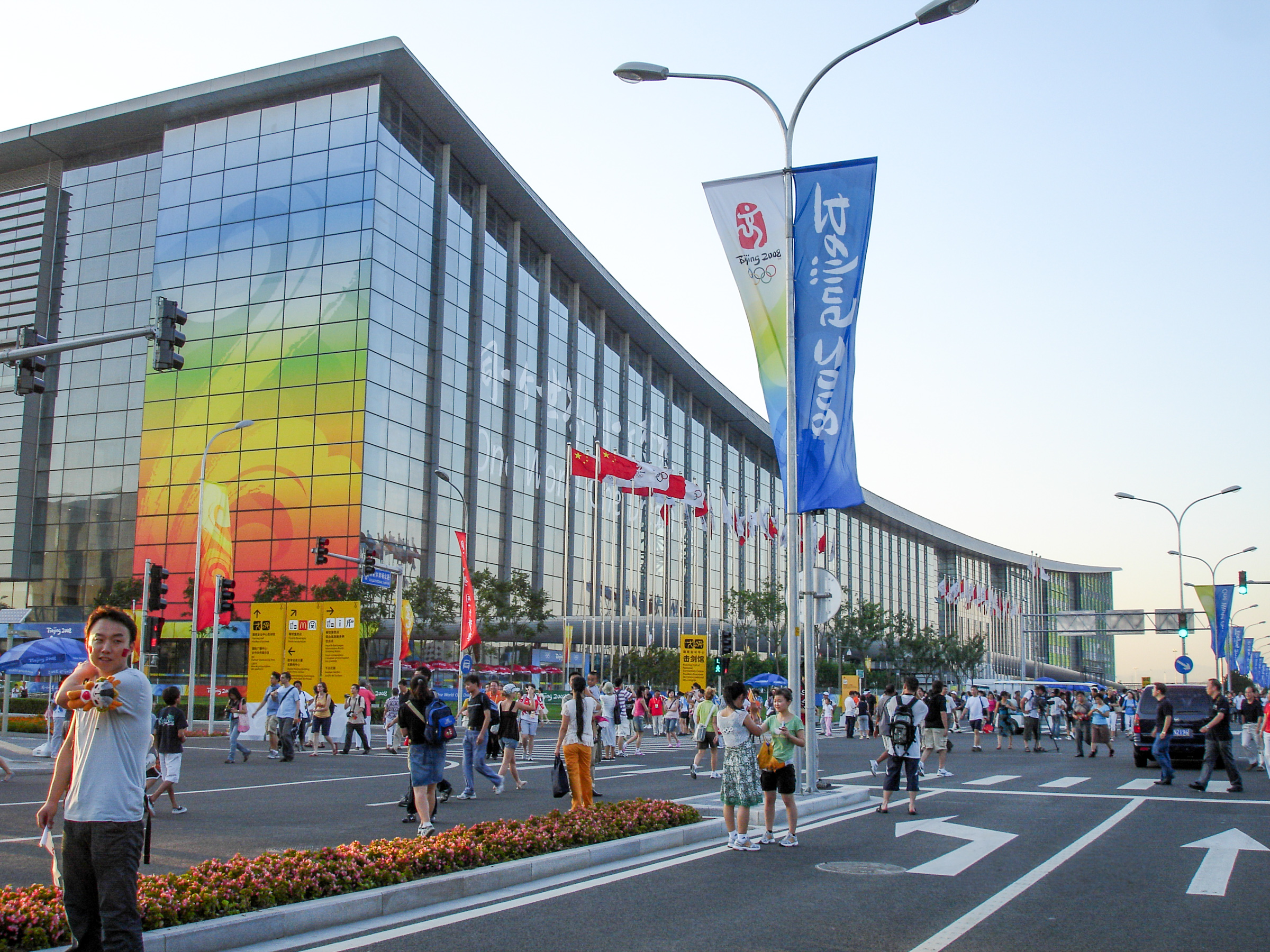
击剑馆区域
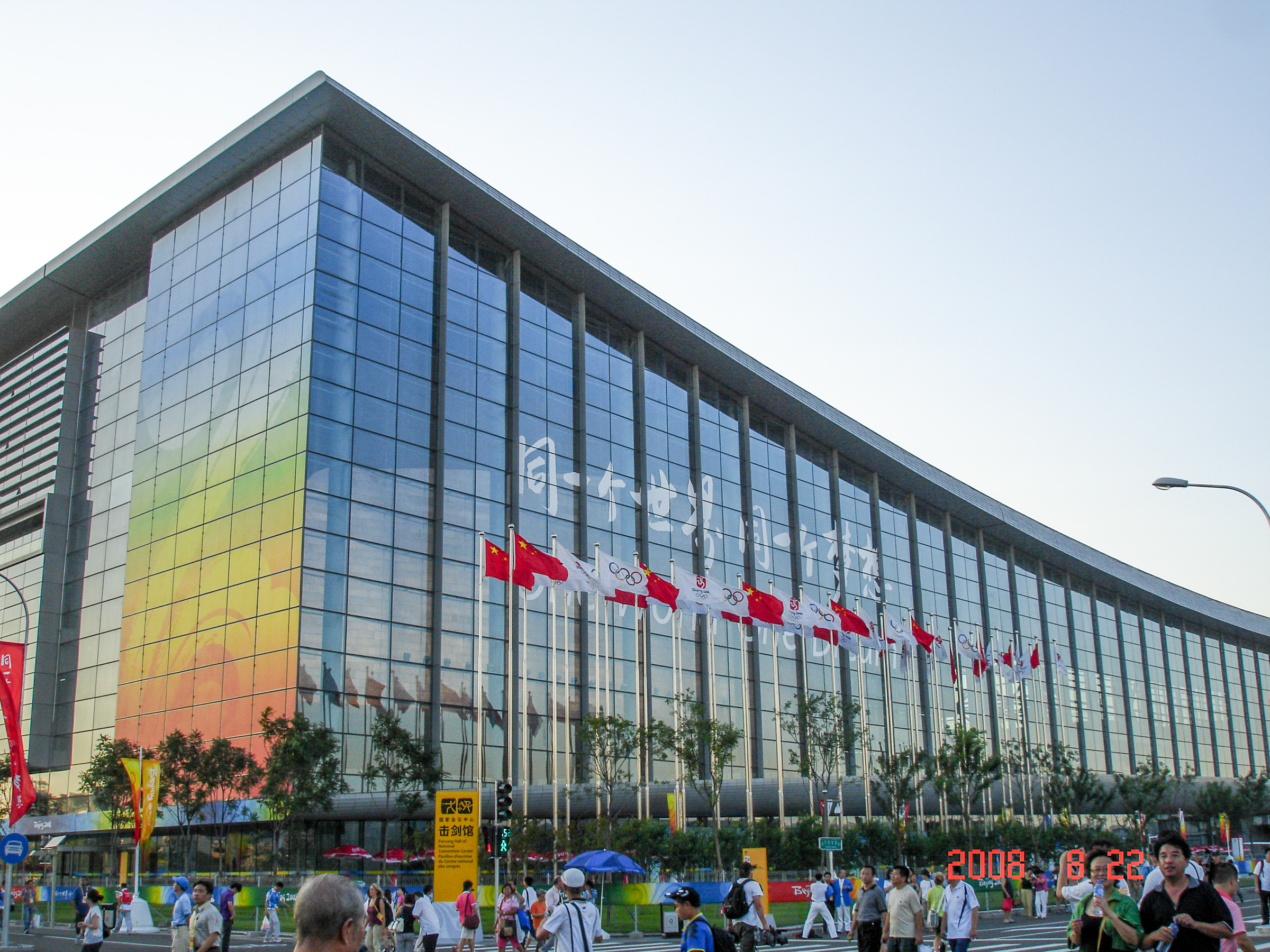
击剑馆区域
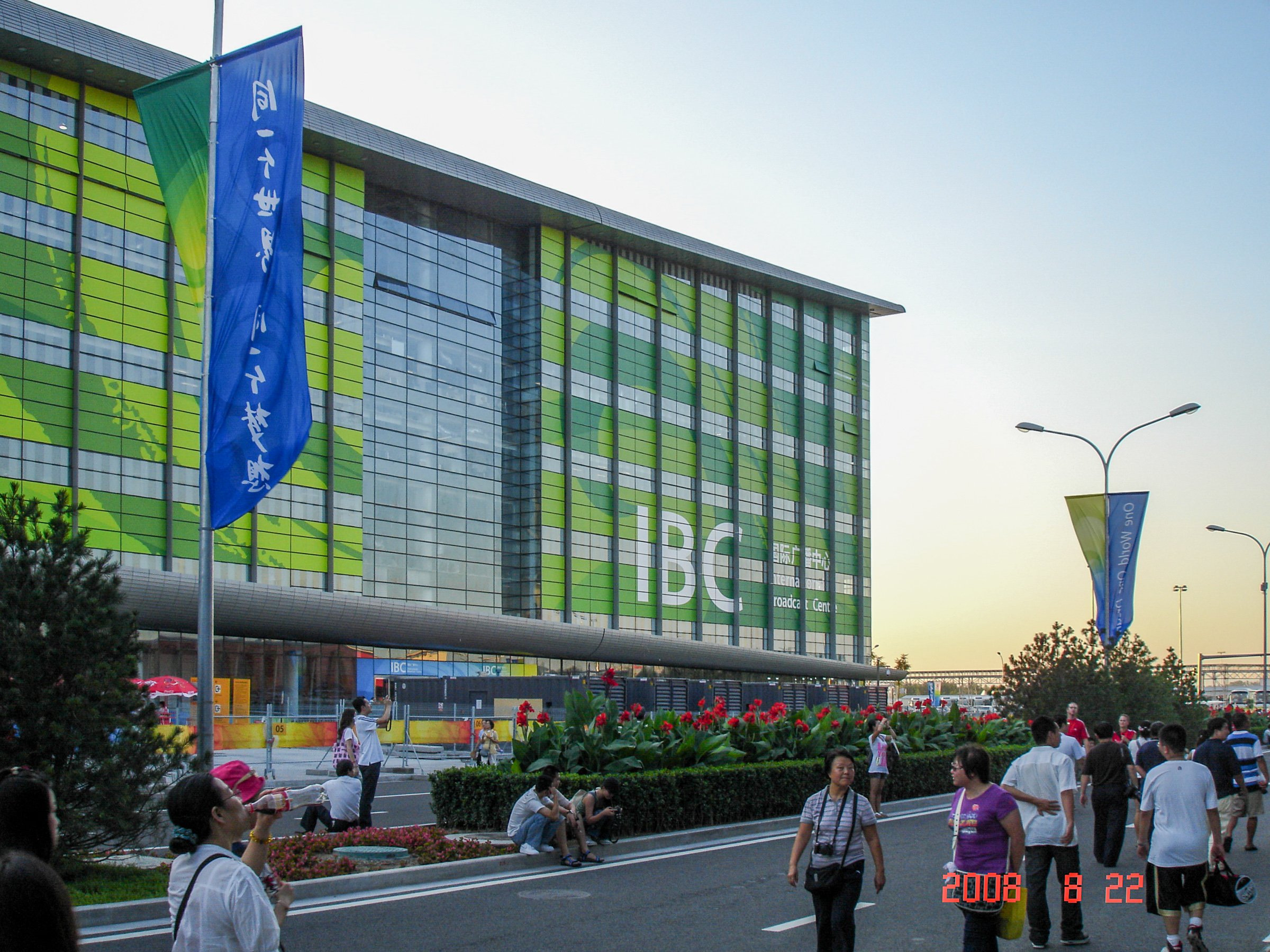
国际广播中心区域
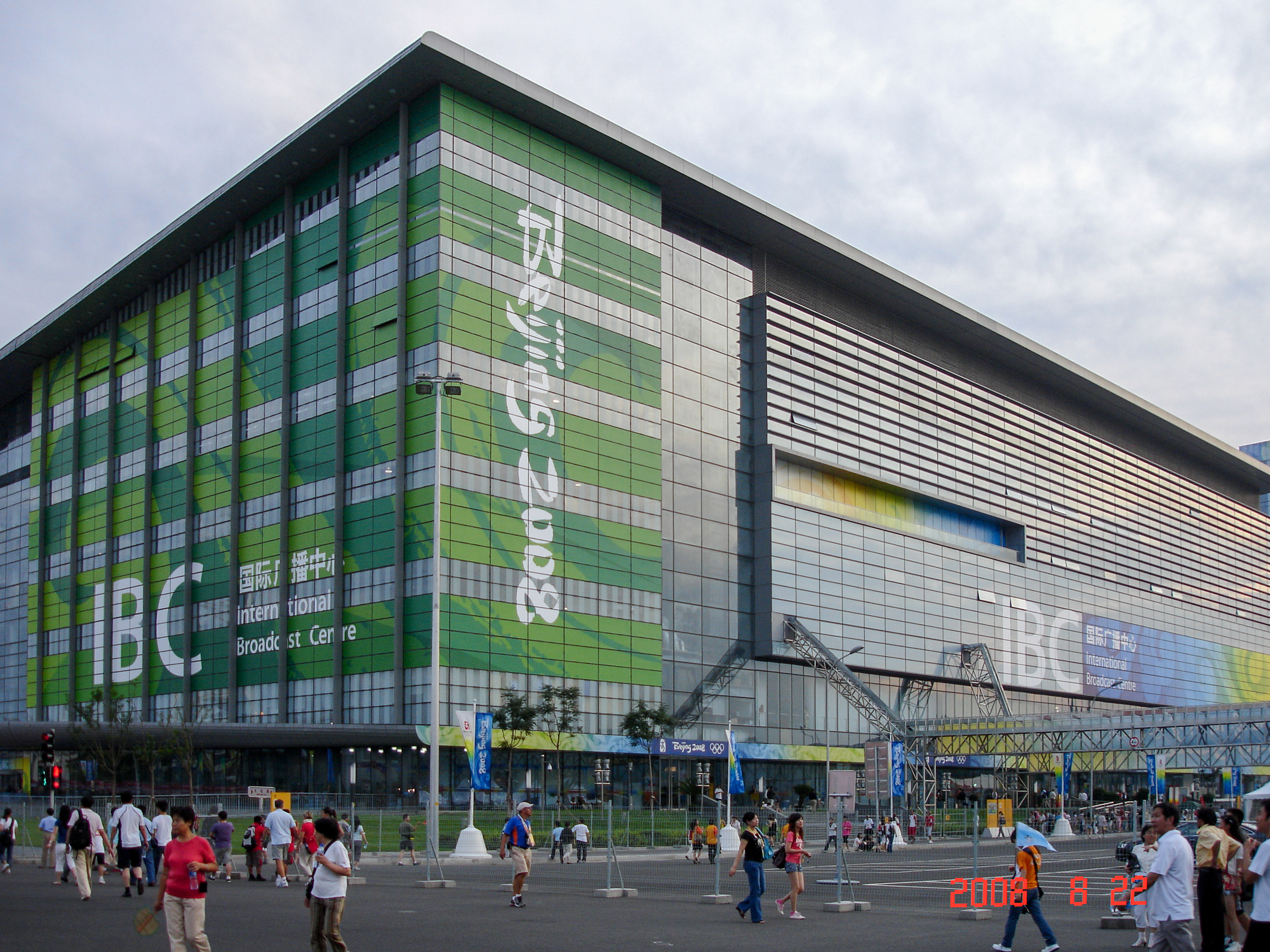
国际广播中心区域

2008年北京残奥会结束后，国家会议中心作为比赛场馆的任务完成，于2009年11月改造成为用于国内及国际大型现代化会议和展览的场馆。
2014年11月，国家会议中心成为在北京举办的亚太经合组织（APEC）领导人非正式会议的重要活动场所，举办会议和活动上百场。
国家会议中心有大小会议室100余个，其中最大的会议室可接待6000人参加的超大型会议。国家会议中心一层的大宴会厅可同时容纳3500人进餐。2014年11月承办亚太经合组织领导人非正式会议有关活动之前，国家会议中心的大宴会厅、多功能厅等重点厅室增加了LED灯。
本馆也是中國國際服務貿易交易會的会场之一（另一个是首钢园）。

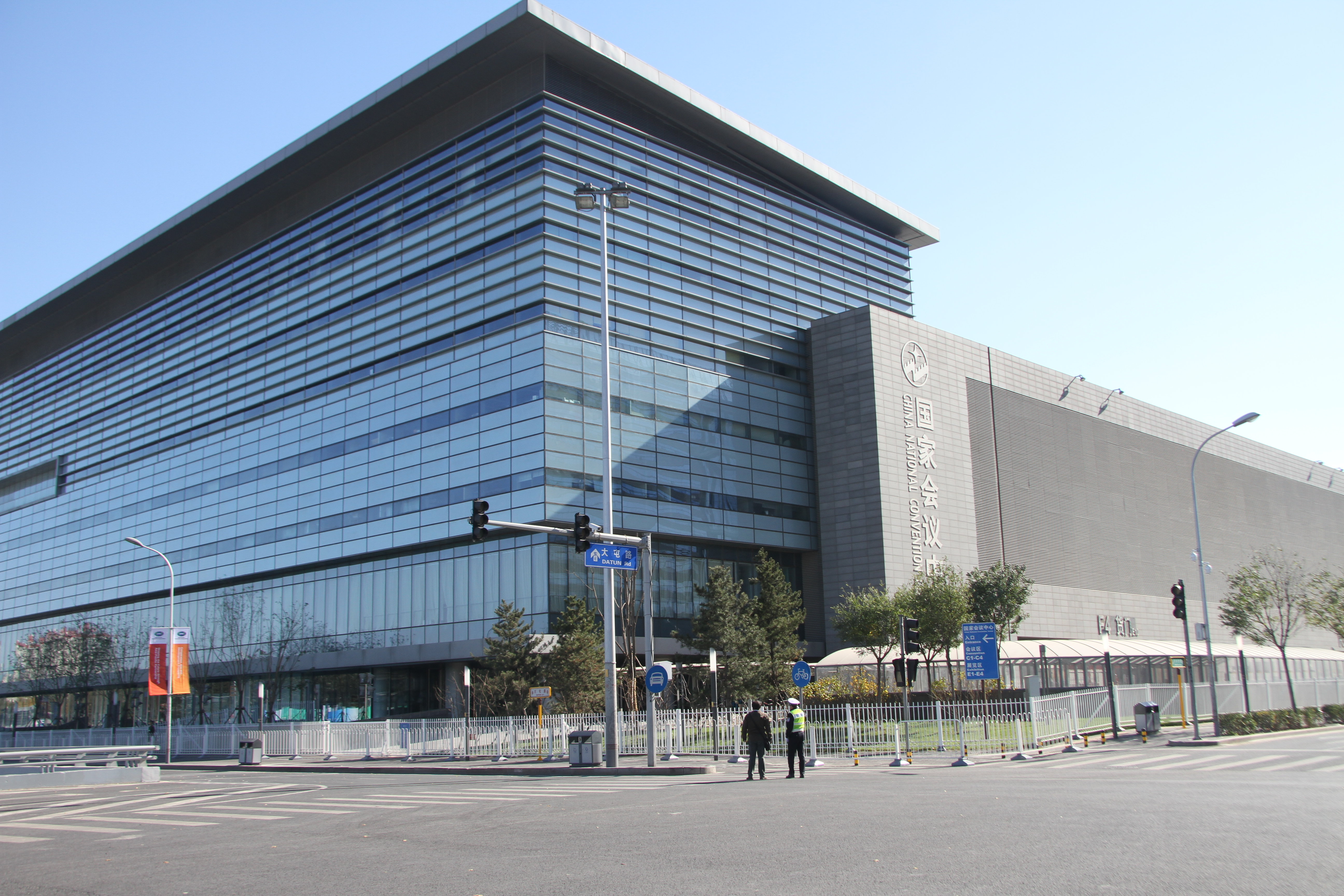
2014年APEC领导人非正式会议期间的国家会议中心
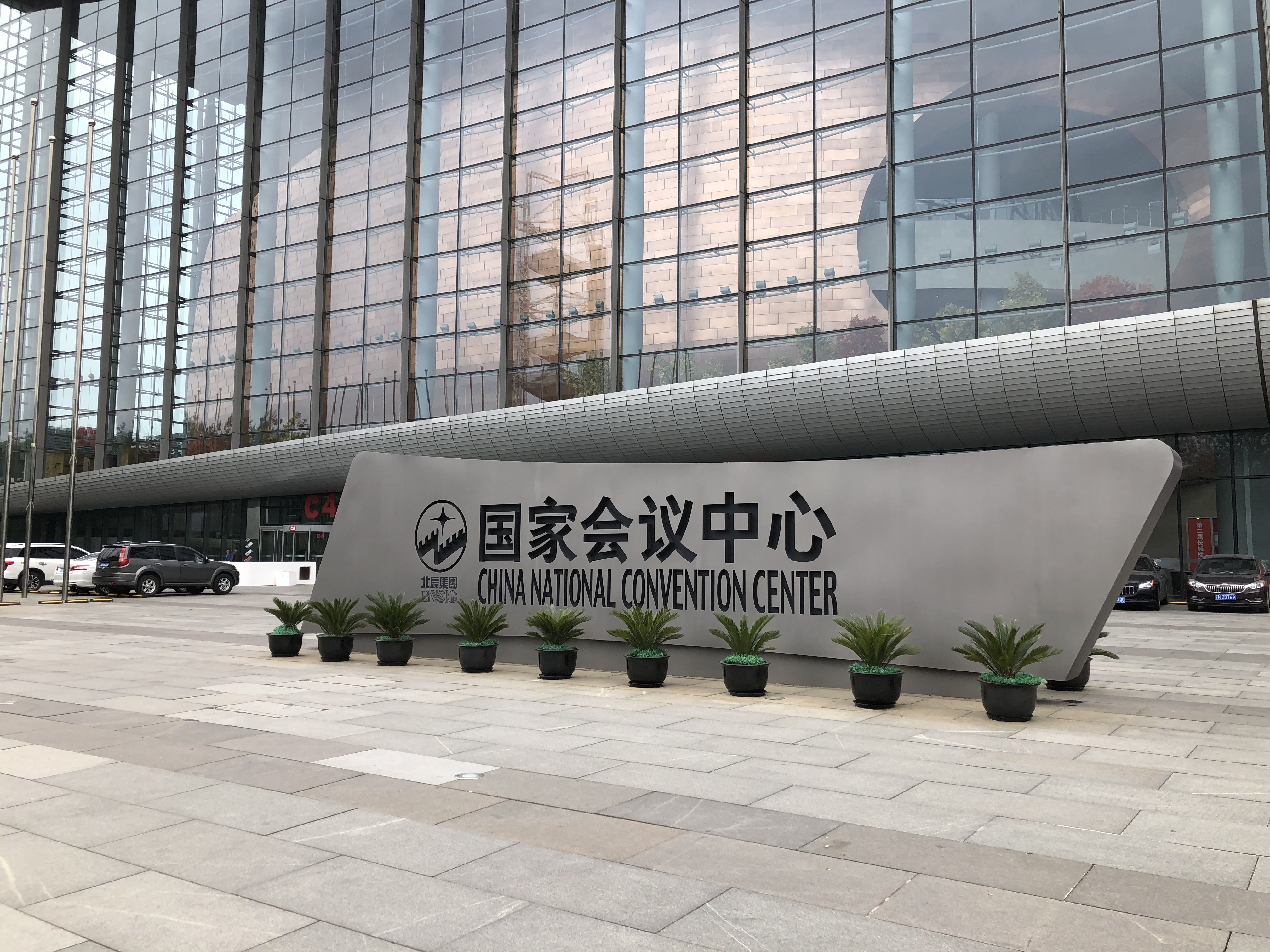
国家会议中心一期门口的标志
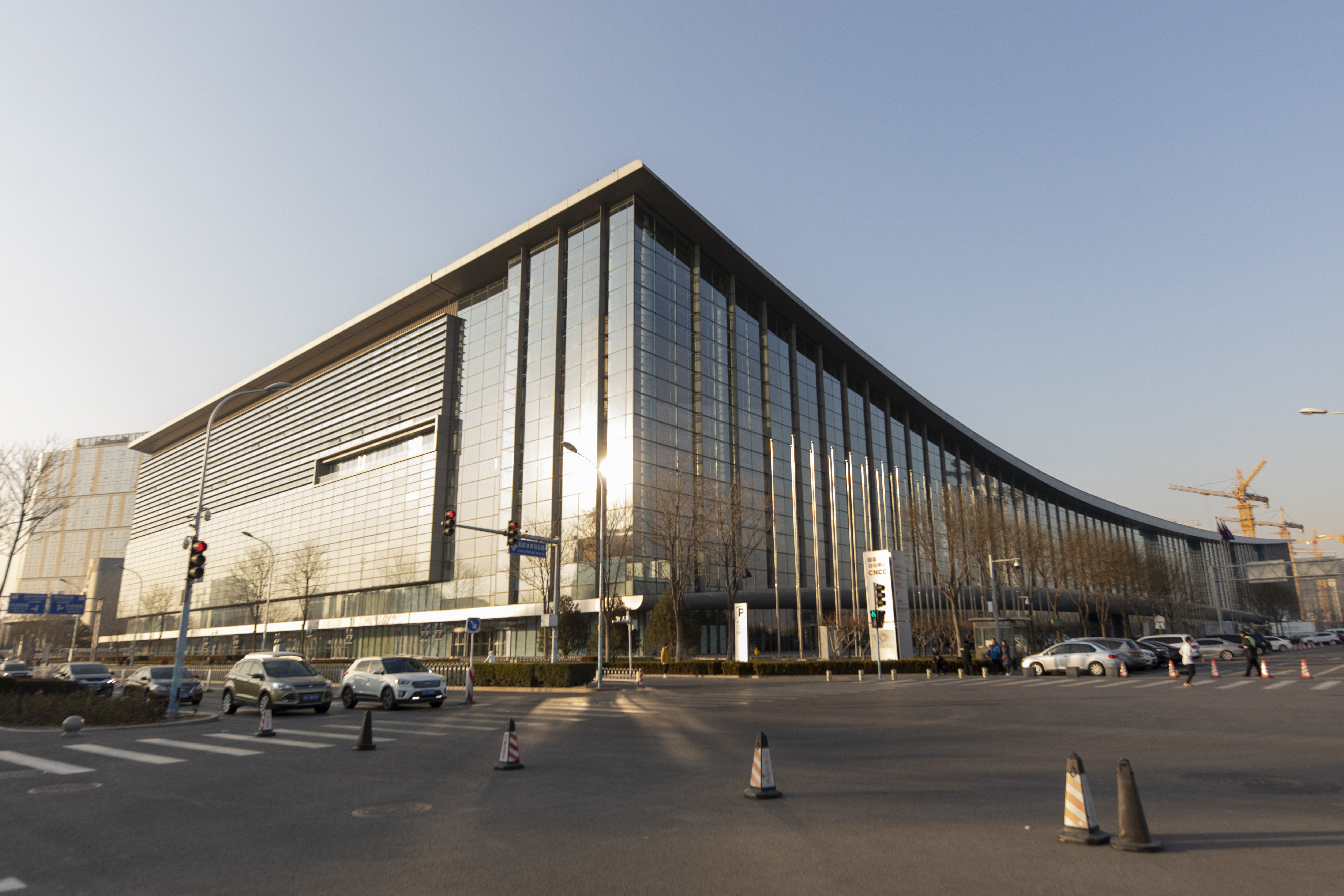
2019年12月的国家会议中心
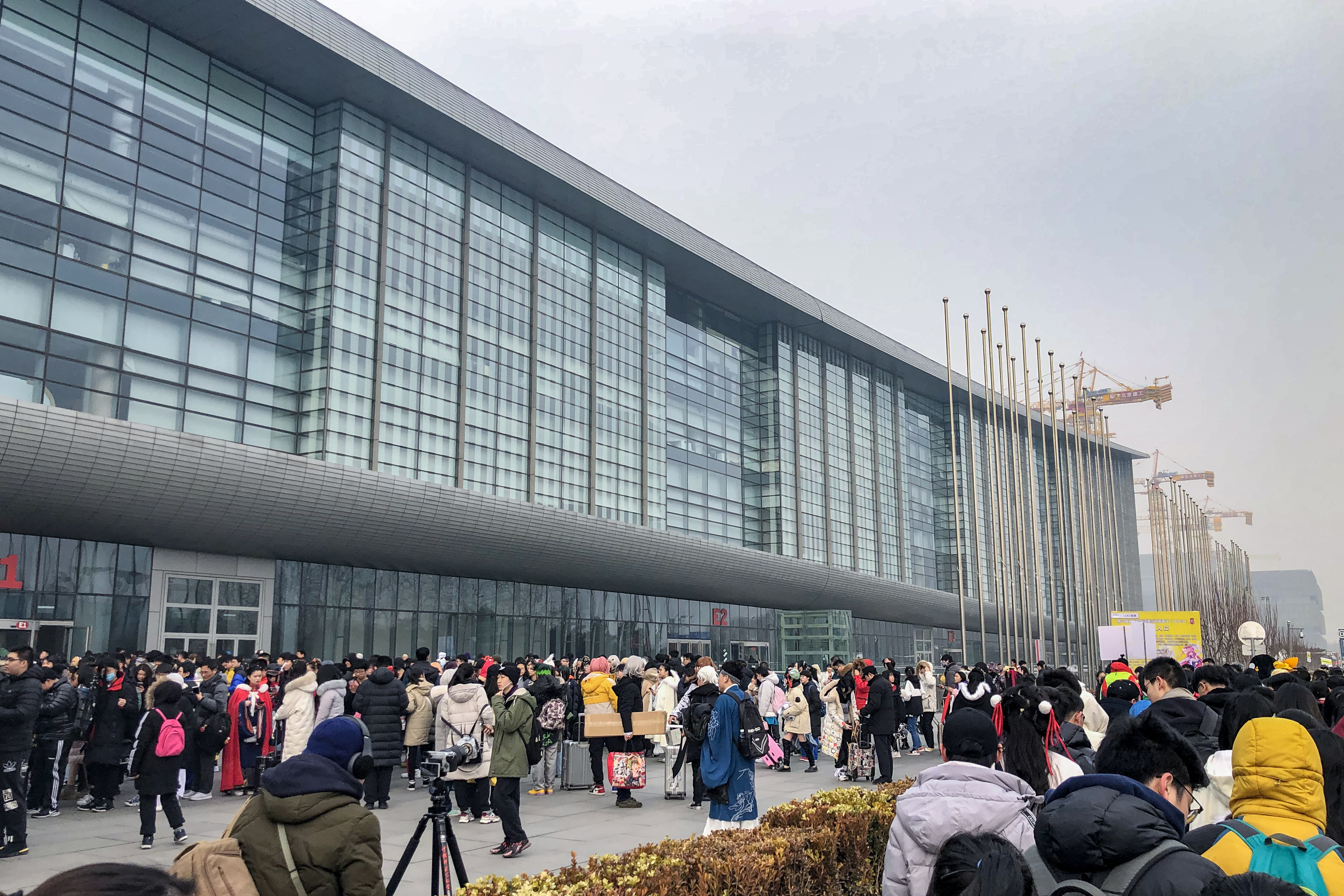
2020年IDO漫展期间的国家会议中心

### 二期
2021年6月29日，位于国家会议中心二期的北京2022年冬奥会主媒体中心完工。
2024年11月28日，国家会议中心二期主建筑（不含配套酒店）建设任务全面完成，通过竣工验收和消防验收。12月4日至7日，国家会议中心二期迎来正式投入运营后的首场国际化会议。
2025年5月13日，中国－拉美和加勒比国家共同体论坛第四届部长级会议在国家会议中心二期举办。5月19日至23日，第29届世界燃气大会在国家会议中心二期举办，国家会议中心二期首次满馆运行。

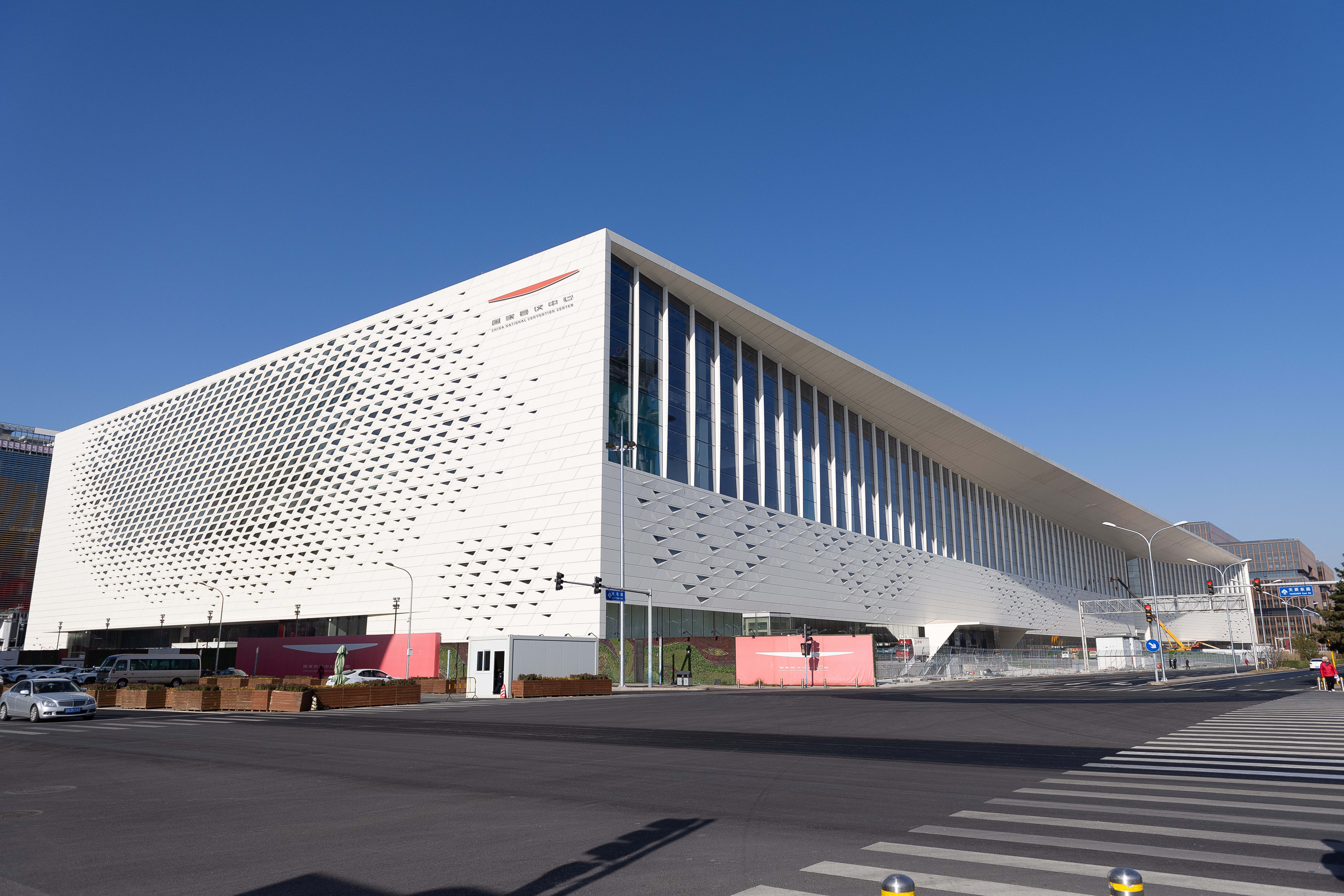
2021年的国家会议中心二期

## 交通
北京地铁：8号线、15号线奥林匹克公园站E、F、H、I出入口。

## 外部連結
- 國家會議中心官方網站（页面存档备份，存于）

39°59′30″N 116°23′03″E / 39.99167°N 116.38417°E